# Viande de pintade

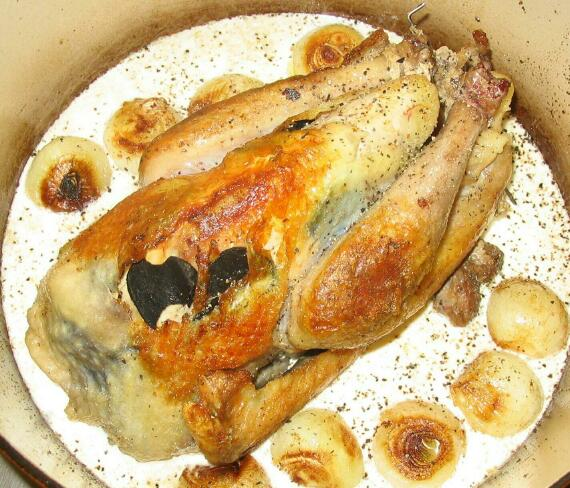
Une pintade rôtie accompagnée d'oignons.

La viande de pintade est une viande issue de la pintade de Numidie (Numida meleagris), principalement de la pintade domestique. Principalement consommée en France, cette volaille existe aussi sous la forme de chapon,.